# Maud Jurez
Maud Jurez est une actrice française.

## Biographie
À 9 ans, Maud Jurez intègre la prestigieuse école de l'Opéra de Paris et y passe cinq années. Elle se dirige ensuite vers une technique néo-classique et part danser chez Maurice Béjart à Lausanne. Elle a ensuite intégré le Lido de Paris avant d'être danseuse principale au Moulin-Rouge et a travaillé avec de grands noms, comme Jérôme Savary dans La Belle et la toute petite Bête.
Puis elle quitte la danse pour la comédie : trois ans plus tard, elle joue encore une danseuse dans le téléfilm Capitaine Casta : Amélie a disparu, diffusé sur TF1 avec Jean-Pierre Castaldi dans le rôle principal. En 2006, elle joue un petit rôle, celui de Zaza dans Le Grand Appartement, un film de Pascal Thomas avec, notamment, Laetitia Casta, Mathieu Amalric et Pierre Arditi. Le 6 octobre 2007, Maud Jurez ajoute une nouvelle corde à son arc en s’essayant à la télévision. Elle fait ses débuts sur le petit écran en tant qu'animatrice de l'émission @vos clips sur W9. En 2008, elle fait une petite apparition dans le court métrage Illusions ; dans un téléfilm en 2010 avec Violences d’été où elle campe le personnage d'Alexia. On a aussi pu la voir au cinéma dans Mon père est femme de ménage (2011),  Amitiés sincères (2013) ou encore Jamais le premier soir (2014).
En 2012, elle décroche un rôle dans le film biographique Cloclo, qui met en scène Jérémie Renier dans la peau de Claude François. Elle y incarne Janet Woollacott, la première et unique femme du chanteur, qu'il épousa en 1960 et qui lui préféra Gilbert Bécaud.

## Filmographie

### Cinéma

#### Courts métrages
- 2008 : Illusions d’Olivier Vinet
- 2011 : Les Racines du ciel de Michael Viger : Marie
- 2012 : Faux Jetons d’Anthony Lecomte
- 2014 : Crack d’Alessandro Carmeci : Stella
- 2014 : Rêvalités de Damien Steck : Ana (voix)
- 2017 : Inséparable de Steve Duchesne : Ève

#### Longs métrages
- 2006 : Antonio Vivaldi, un prince à Venise, de Jean-Louis Guillermou : Cécilia
- 2006 : Le Grand Appartement, de Pascal Thomas : Zaza
- 2011 : Mon père est femme de ménage de Saphia Azzeddine : Chloé
- 2012 : Amitiés sincères de François Prévôt-Leygonie et Stéphan Archinard : Sarah
- 2012 : Cloclo de Florent Emilio-Siri : Janet Woollacott
- 2014 : Jamais le premier soir de Mélissa Drigeard : Zoé (bimbo 2)
- 2017 : Uchronia de Christophe Goffette : Bomba Angel

### Télévision
- 2003 : La Belle et la toute petite Bête de Max Luna : une danseuse
- 2006 : Capitaine Casta : Amélie a disparu de Joyce Buñuel : la danseuse Cheryl
- 2015 : Borderline d’Olivier Marchal : Noëlla
- 2016 : Section Zéro d’Olivier Marchal : Lucy Lee
- 2018 : Le Chalet (série télévisée) : Maud Dautremer
- 2021 : Section de recherches (Saison 14 Épisode 7 : Par amour (1/2)) : Hélène Sauvageon
- 2025 : Tout pour la lumière de Nicolas Herdt : Marina Malinowski

### Clips
- French 79 : Diamond Veins (« Disponible », sur YouTube)